# Clint Mansell
Clint Mansell   (Coventry, 7 de gener de 1963) és un músic, cantant i compositor anglès. Va ser el vocalista principal del grup de rock alternatiu Pop Will Eat Itself. Després de la dissolució de la banda, Mansell es va traslladar als Estats Units d'Amèrica i va iniciar una carrera com a compositor de música per a cinema.
Mansell es va associar amb el cineasta estatunidenc Darren Aronofsky i va compondre les partitures de les seves pel·lícules Pi, Rèquiem per un somni, The Fountain, El lluitador, El cigne negre i Noah. Mansell és  conegut sobretot per la cançó de banda sonora de Rèquiem per un somni «Lux Aeterna», i una versió reorquestrada titulada «Requiem for a tower» que va ser creada per al tràiler d'El Senyor dels Anells: Les dues torres. Ambdues han aparegut en nombrosos anuncis, pel·lícules i videojocs. Mansell va ser nominat a un Globus d'Or pel seu treball a The Fountain, i va ser nominat a diversos premis Grammy pel seu treball a El cigne negre.
També va escriure les partitures de les pel·lícules de Ben Wheatley High-Rise, Happy New Year, Colin Burstead, Rebecca i In the Earth. Altres pel·lícules que inclouen les partitures de Mansell són Sahara, Moon i Stoker. També ha compost música per a televisió i videojocs.

## Trajectòria
Mansell va néixer a Coventry. El seu pare treballava a una central elèctrica i la seva mare era cuinera escolar.
Influït per la interpretació de «Starman» de David Bowie al programa de televisió Top of the Pops, va començar a tocar la guitarra als nou anys. La seva incursió en la música punk rock va ser a través de Ramones. El 2014 va reconèixer a Beat Magazine que «vaig sentir als Ramones i el punk rock em va canviar la vida». Mentre vivia a Stourbridge, Mansell va tocar en grups de rock, i als 19 anys es va unir a la banda que es va convertir en Pop Will Eat Itself.
Des de la creació del grup el 1986 fins a la seva dissolució el 1996, Mansell va ser membre de Pop Will Eat Itself (PWEI). Va exercir com a cantant, guitarrista i un dels seus principals compositors. El seu so va evolucionar i va incloure sampleig i instruments musicals electrònics, apropant el rap, la música industrial i altres gèneres de ball a la seva música. Després que la banda fos abandonada per RCA, PWEI va signar el 1994 amb Nothing Records, un segell propietat de Trent Reznor de Nine Inch Nails.
Després de la ruptura de PWEI el 1996, Mansell es va traslladar a Nova York, per a començar una carrera en solitari. Va ser convidat per Reznor a traslladar-se a un apartament a Nova Orleans de la seva propietat, on Mansell va viure durant tres anys, abans d'establir-se a Los Angeles. Reznor li va fer de mentor i li va donar a conèixer Pro Tools. Mansell també va fer els cors a l'àlbum de 1999 The Fragile de Nine Inch Nails. Mansell es va reunir amb PWEI el 2005 per a la gira «Reformation», que va incloure concerts a Nottingham, Birmingham i Londres.
Mentre encara vivia a Nova York, Mansell va conèixer el director Darren Aronofsky per mitjà d'un amic en comú. Aronofsky desconeixia el treball anterior de Mansell amb Pop Will Eat Itself, però els dos van coincidir en la seva passió pel hip-hop i la seva consideració que «la música per a cinema en aquell moment era terrible». Aronofsky va suggerir que Mansell escrigués la peça d'obertura de Pi, el debut com a director d'Aronfsky. Aronofsky tenia la intenció d'utilitzar música electrònica preexistent a la resta de la pel·lícula, però a causa de la manca de finançament li va costar adquirir els drets de bona part de la música que li interessava i Mansell va ser contractat per a abastir de música la pel·lícula sencera. La banda sonora de Mansell per a la pel·lícula li va fer guanyar el premi City of Birmingham al Festival de Cinema de Birmingham l'any 2000.
Mansell va escriure la banda sonora de la següent pel·lícula d'Aronofsky, Rèquiem per un somni, que es va convertir en un èxit de culte. Una versió reorquestrada de la cançó, titulada «Rèquiem for a tower», va ser arranjada per Simone Benyacar, Dan Nielsen i Veigar Margeirsson per al tràiler d'El Senyor dels Anells: Les dues torres. Tant «Lux Aeterna» com «Rèquiem for a tower» s'han utilitzat en diversos mitjans, inclosos els tràilers de les pel·lícules El codi Da Vinci, Soc llegenda, Sunshine i Babylon A.D.; als tràilers dels videojocs Assassin's Creed i Lord of the Rings: Return of the King; en campanyes publicitàries de productes com càmeres Canon PowerShot, cervesa Molson Canadian; i a la televisió a la sèrie America's Got Talent, So You Think You Can Dance, així com en un anunci promocional de la sèrie FlashForward.
El 2006, Mansell va compondre la banda sonora de la pel·lícula Smokin' Aces i va rebre un BMI Film & TV Award pel seu treball a la pel·lícula Sahara aquell mateix any. L'any següent, la banda sonora per a la pel·lícula d'Aronofsky The Fountain va ser guardonada com a millor banda sonora de pel·lícula original de l'any i amb el premi Public Choice als 7th World Soundtrack Awards. La banda sonora de The Fountain també va ser nominada als Premis Globus d'Or de 2007.
La banda sonora de Mansell per a El cigne negre d'Aronofsky li va valer múltiples nominacions i premis. Va ser nominat al premi Grammy a la millor partitura de banda sonora per a suports visuals i a la millor banda sonora original, així com a compositor de la millor banda sonora de l'any (per El cigne negre, Last Night i Set de venjança) als 11th World Soundtrack Awards. La partitura es va considerar inelegible per a l'Oscar a la millor banda sonora a causa de l'ús de la música original de Txaikovski d'El llac dels cignes.
Mansell va crear la banda sonora de la pel·lícula Moon, el debut com a director de llargmetratge de Duncan Jones. Mansell va guanyar el millor èxit tècnic als British Independent Film Awards per aquesta banda sonora. El 2011 Mansell va ser contractat per a compondre la banda sonora de La dama de ferro, però més endavant va ser substituït pel compositor Thomas Newman. No obstant això, la música de Mansell de la pel·lícula Moon es va utilitzar al tràiler de la pel·lícula i també es va utilitzar el 2012 al tràiler del joc d'ordinador Aliens Colonial Marines. Mansell va compondre les bandes sonores de les pel·lícules Stoker (també amb música de Philip Glass) i Filth, que es van estrenar el 2013.
El cineasta Ben Wheatley, que coneixia el treball de Mansell per les pel·lícules Rèquiem per un somni i Moon, s'hi va posar en contacte per a la banda sonora de la seva pel·lícula High-Rise del 2015. Mansell també compondre la música de les obres posteriors de Wheatley: Happy New Year, Colin Burstead (2018), Rebecca (2020) i In the Earth (2021).
Les bandes sonores de Mansell han estat samplejades per artistes com Lil Jon, A$AP Rocky, Bastille i Paul Oakenfold. Sense cap formació formal en notació musical, Mansell construeix les seves bandes sonores utilitzant el mètode que empra per a escriure música rock (bateria, baix, guitarra i línies vocals) a més d'emprar l'orquestració. Algunes de les seves influències són Philip Glass, Trevor Jones, David Holmes i grups com Death in Vegas, Mogwai i Unkle.
Mansell ha interpretat algunes de les seves composicions cinematogràfiques en directe amb el Sonus Quartet als Estats Units, Regne Unit i Austràlia. El Kronos Quartet, que va interpretar «Lux Aeterna» per a la banda sonora de Rèquiem per un somni, també ha interpretat en directe alguns dels treballs de Mansell. El febrer de 2019, Mansell va signar un acord editorial amb Decca Publishing, una subdivisió de Decca Records. Aquest contracte va aplegar el seu catàleg de més de 650 peces originals, inclosa la seva música amb Pop Will Eat Itself, sota un únic segell per primera vegada.

## Discografia

### Amb Pop Will Eat Itself
- Box Frenzy (1987)
- This Is the Day...This Is the Hour...This Is This! (1989)
- Cure for Sanity (1990)
- The Looks or the Lifestyle? (1992)
- Dos Dedos Mis Amigos (1994)

#### Àlbums en directe
- Weird's Bar and Grill (Live) (1993) UK No. 44
- The Radio 1 Sessions 1986-87 (1997)
- Reformation: Nottingham Rock City 20.01.05 (2005)
- Reformation: Birmingham Carling Academy 22.01.05 (2005)
- Reformation: Birmingham Carling Academy 23.01.05 (2005)
- Reformation: London Shepherds Bush Empire 24.01.05 (2005)
- Reformation: London Shepherds Bush Empire 25.01.05 (2005)